# Tom Sietas
Tom Sietas (Amburgo, 12 gennaio 1977) è un apneista tedesco, ex detentore del primato mondiale per durata di apnea statica con 10 minuti e 12 s.

## Biografia
Sietas cominciò a praticare il free diving a 23 anni, dopo aver frequentato alcuni corsi di Scuba diving. Sietas, inoltre, ha stabilito più volte anche i record mondiali di apnea dinamica con pinne e senza.

## Il record di apnea statica
Si è esibito spesso all'interno di trasmissioni televisive in tentativi di superare i suoi record. In particolare il 3 aprile 2008, durante Lo show dei record in diretta su Canale 5, ha battuto il record di apnea statica con ossigeno puro rimanendo sott'acqua per 16 minuti e 14 secondi.
Recentemente Nicola Putignano, gli ha portato via il guinness stando sott'acqua per 19 minuti e 02 secondi; questo record è stato stabilito nello stesso programma in cui Sietas aveva stabilito il suo record, ossia Lo show dei record, record a sua volta migliorato dal danese Stig Åvall Severinsen, il 1º aprile 2010, con il tempo di 20' 10", stabilito sempre in diretta nello stesso programma.